# نيو جيو بوكيت

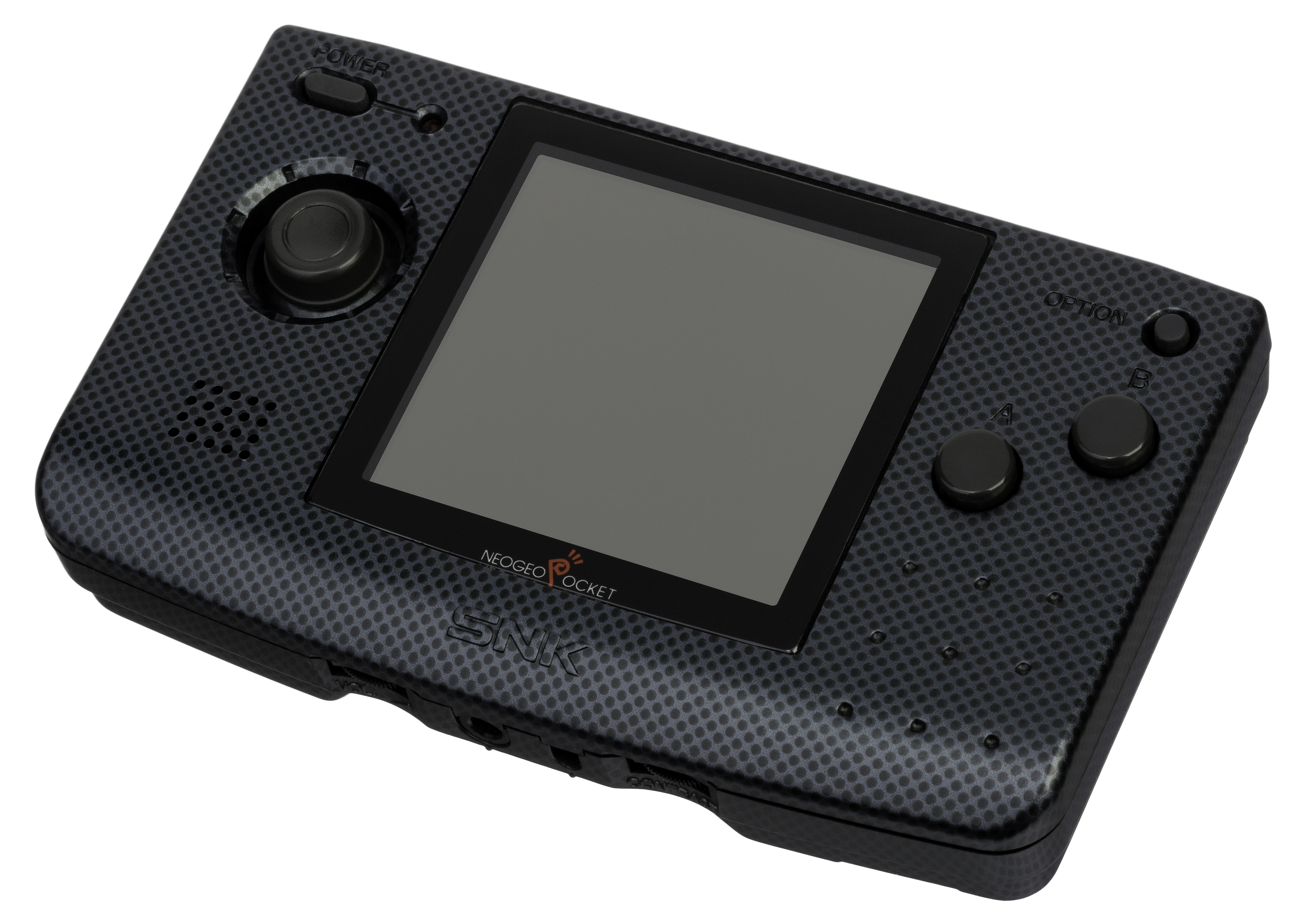
لعبة نيو جيو بوكيت المحمول الأول

نيو جيو بوكيت (بالإنجليزية: Neo Geo Pocket)‏ ، هو نظام ألعاب محمول ، أنتج سنة 1998م، ونشرته شركة إس إن كاي اليابانية، ورغم إصدار معظم الألعاب الإلكترونية، إلا أنه توقف إصداره سنة 1999م ليحل محله جهاز نيو جيو بوكيت كولر ، لأنه يعد من أسؤا إصدارات ألعاب الفيديو التي تنتجها إس إن كاي.